# Aja Sulajman
Aja Id Dżuma Sulajman, Aya Eid Gomaa Soliman (arab. آيه عيد جمعه سليمان; ur. 1 października 2003) – egipska zapaśniczka walcząca w stylu wolnym. Srebrna medalistka mistrzostw Afryki w 2024 roku.